# Sudan (Texas)
Sudan is een plaats (city) in de Amerikaanse staat Texas, en valt bestuurlijk gezien onder Lamb County.

## Demografie
Bij de volkstelling in 2000 werd het aantal inwoners vastgesteld op 1039.
In 2006 is het aantal inwoners door het United States Census Bureau geschat op 1022, een daling van 17 (-1,6%).

## Geografie
Volgens het United States Census Bureau beslaat de plaats een oppervlakte van
2,3 km², geheel bestaande uit land. Sudan ligt op ongeveer 1144 m boven zeeniveau.

## Plaatsen in de nabije omgeving
De onderstaande figuur toont nabijgelegen plaatsen in een straal van 28 km rond Sudan.